# Belukha
Belukha situat a les muntanyes de Katun, és la màxima elevació del massís de l'Altai a Rússia i el més alt del sistema de les muntanyes de Sibèria del Sud. Forma part de les Muntanyes d'Or d'Altai, Patrimoni de la Humanitat.
Des del 2008, cal sol·licitar un permís especial de zona fronterera per poder entrar a la zona (si viatja de manera independent sense utilitzar una agència). Els estrangers haurien de sol·licitar el permís a la seva oficina regional de guàrdia fronterera de l'FSB dos mesos abans de la data prevista.
Té dos pics i s'alça just a la frontera entre Rússia i el Kazakhstan, està ben bé al nord on les fronteres d'aquests dos països es troben amb les de la Xina i Mongòlia. Hi ha petites glaceres dalt la muntanya. El pic de l'est (4.506 m) és més alt que el de l'oest (4.440 m).
A l'estiu del 2001, un equip de científics va viatjar a la remota glacera Belukha per avaluar la viabilitat d'extreure nuclis de gel al lloc. La investigació es va dur a terme del 2001 al 2003: es van extreure i analitzar tant nuclis poc profunds com nuclis fins a la roca base (Olivier i altres, 2003; Fujita i altres, 2004). Basant-se en tècniques de datació amb triti, els nuclis més profunds poden contenir fins a 3.000-5.000 anys de registres climàtics i ambientals. Un equip rus-suís també va estudiar la glacera.

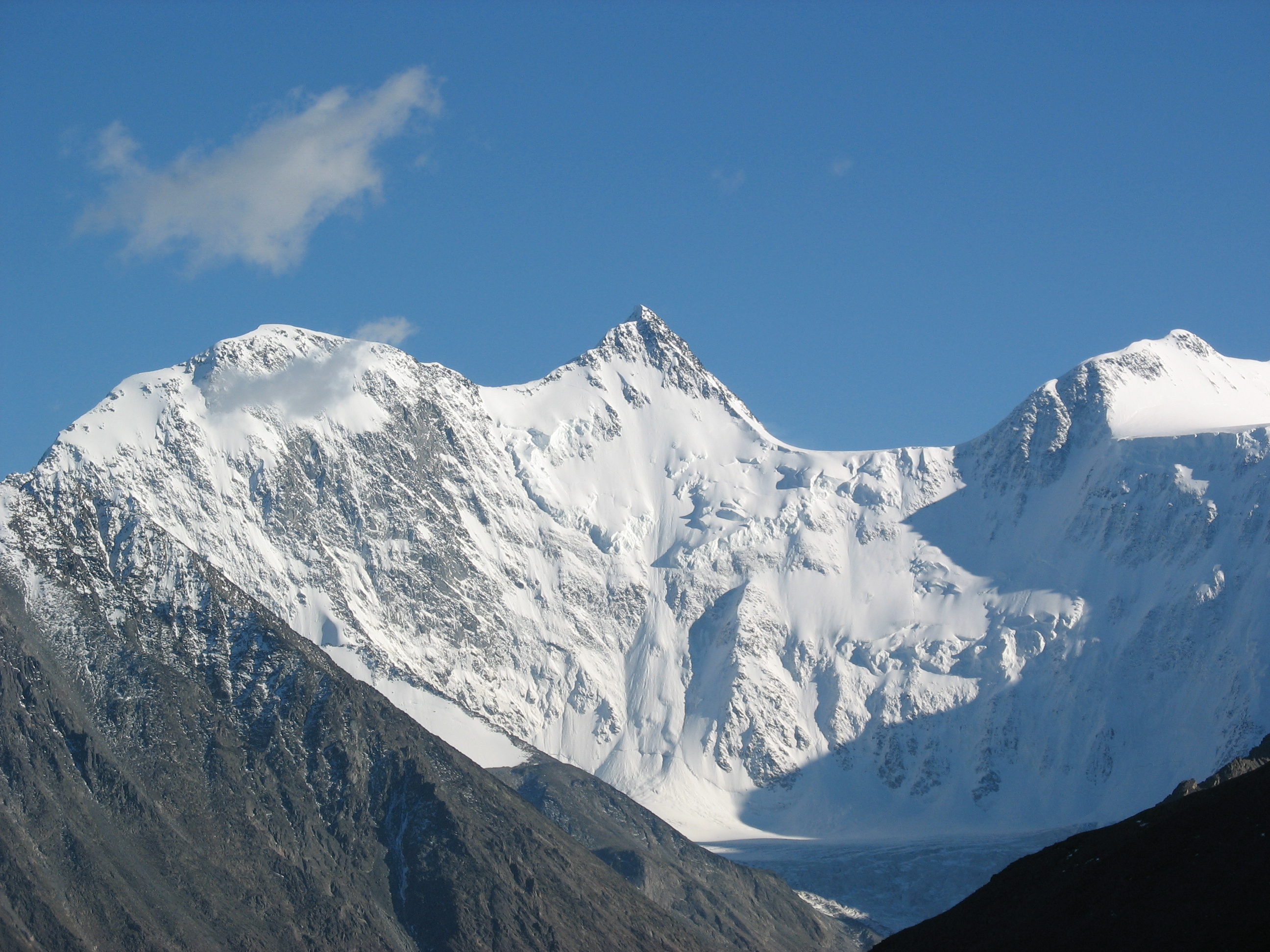
Belukha,l'estiu de 2001